# Gemeingefährdung
Gemeingefährdung ist ein Straftatbestand des österreichischen Strafgesetzbuches für bestimmte Formen gemeingefährlichen Handelns bzw. des Herbeiführens gemeiner Gefahren.
Strafbar macht sich, wer vorsätzlich (§ 176) oder fahrlässig (§ 177) eine Gefahr für Leib oder Leben (§ 89) einer größeren Zahl von Menschen oder für fremdes Eigentum in großem Ausmaß herbeiführt. Das Strafmaß beträgt bei Vorsatz Freiheitsstrafe von einem Jahr bis zu zehn Jahren, bei Fahrlässigkeit Freiheitsstrafe bis zu einem Jahr oder Geldstrafe bis zu 720 Tagessätzen. Für den Fall, dass die Gemeingefährdung schwere Folgen hat, gelten die entsprechenden Strafmaße von § 169/3 (Brandstiftung) bei Vorsatz, sowie § 170/2 (Fahrlässige Herbeiführung einer Feuersbrunst) bei Fahrlässigkeit (z. B. Gemeingefährdung mit Todesfolge).
Aus der Gemeingefährdung ausdrücklich ausgenommen sind: die Gefährdung durch Feuersbrunst bzw. Brandstiftung, Kernenergie bzw. ionisierende Strahlung und Sprengstoff, die eigene Tatbestände darstellen.